# Anne Selle
 (novembre 2018).
Si vous disposez d'ouvrages ou d'articles de référence ou si vous connaissez des sites web de qualité traitant du thème abordé ici, merci de compléter l'article en donnant les références utiles à sa vérifiabilité et en les liant à la section « Notes et références ».
Anne Selle (née à Brest le 12 mars 1897 et morte à Quimper le 27 avril 1984) est une femme de lettres, poétesse et romancière française. En 1959, elle reçoit le prix de littérature de la Société des gens de lettres pour son œuvre Brume sur le grand pont.

## Biographie
Après sa formation à l'École normale de Quimper, elle occupe différents postes d'institutrice dans le Finistère de 1916 à 1952 : à Guengat, Saint-Adrien à Plougastel-Daoulas, Santec, La Trinité-Plouzané, pour terminer sa carrière à Quimper-Kerfeunteun. Elle mène en parallèle une carrière de romancière et poétesse.
Ses premiers vers qui décrivent Brest et le Pays Bigouden datent de 1914. Elle a 20 ans, en 1917, quand son poème Les Deux faunes est publié dans la revue La Pensée bretonne. Son premier recueil Offrandes sortira en 1925.
En 1930, elle écrit une pièce de théâtre intitulée Pierrot en ménage. C’est une pièce en vers accompagnée de morceaux de musique. Après avoir écrit Le Seigneur égaré, elle publie en 1935 L'Année enchantée, un roman en prose, et Thumette bigoudène où elle dépeint avec finesse le monde rural et authentique du Pays Bigouden. Elle affectionne tout particulièrement cette région de Bretagne où toute sa famille maternelle réside. Son roman, dont l’histoire se déroule entre Plomeur et Penmarch, fut réédité en bilingue français-breton, en 1974, par les éditions du Vieux Meunier breton et en 2001 par les éditions La Découvrance. En 1961, son œuvre Brume sur le grand pont est préfacée par Pierre Mac Orlan de l’Académie Goncourt, qui écrira « Ce livre est pour moi un document sentimental d’une valeur indiscutable ». En 1962, elle dresse des portraits comme ceux du père Julien Maunoir et de Max Jacob et, en 1969, elle reçoit le Grand Prix de la Littérature régionaliste de la Société des gens de lettres. Entre 1954 et 1977, elle écrit de nombreuses nouvelles et poésies qui seront publiées dans les Cahiers de l'Iroise. Promue « officier des Palmes académiques », elle se retire en 1975 dans une maison de retraite à Quimper où elle décède le 27 avril 1984.

## Œuvres
- Offrandes (poésie), éditions des Gémeaux, 1925
- Pierrot en ménage (pièce de théâtre en un acte en vers), 1930
- L’Année enchantée, éditions Poésia, 1935
- Thumette bigoudène, Figuière Éditions, 1935
- Brume sur le grand pont, Brest, L'Amitié par le livre, Brest, 1958 ; réédité en 1961 aux éditions du Télégramme, puis en 1968, préfacé par Pierre Mac Orlan, de l’Académie Goncourt, avec des illustrations de Pierre Péron, aux éditions de la Cité[4].

### Hommages
- Une rue à Brest et une à Quimper portent son nom
- 2012 : biographie et conférences du Brestois Jacques Arnol
- Article de Véronique Kerdranvat dans la revue Cap Caval n°42, p. 39-43 "Anne Selle, une femme de lettres aux origines bigoudènes"
- Hommage de Véronique Kerdranvat (petite-cousine d'Anne Selle) à son aïeule dans son livre Mémoires d'une Bigoudène